# Tore Hultcrantz
Tore Lennart Hultcrantz, född 30 januari 1923 i Djursholm, död 30 augusti 1998 i Hedvig Eleonora församling, Stockholm, var en svensk målare och grafiker. 
Tore Hultcrantz studerade vid Otte Skölds målarskola och Konstakademien i Stockholm. Bland hans offentliga arbeten märks en glasmålning i Handelsbankens huvudkontor i Stockholm och en alfrescomålning i Läkarhuset i Vällingby. 
Tore Hultcrantz finns representerad på Moderna museet, Västerås konstmuseum och på Hudiksvalls museum. Han är begravd på Danderyds kyrkogård.